# Zermeghedo
Zermeghedo (Zermeghédo in veneto) è un comune italiano di 1 338 abitanti della provincia di Vicenza in Veneto. Per estensione è il comune più piccolo della regione Veneto.

## Geografia fisica
Adagiato sulle ultimi propaggini meridionali dei Lessini, subito a nord di Montebello, a sud di Montorso, sulla sinistra della strada provinciale di Val di Chiampo, Zermeghedo è il più piccolo dei nove comuni della valle del Chiampo ed il più piccolo comune dell'intera regione Veneto per estensione territoriale.

## Storia
Zermeghedo è un piccolo paese in provincia di Vicenza. Probabilmente il nome Zermeghedo è di origine longobarda, come testimonia la toponomastica locale, ricca di termini germanici. Si sarebbe trattato, infatti, di un dislocamento militare dell'armata del re Alboino, posto a difesa della Via Postumia contro eventuali attacchi provenienti da Nord.
Zermeghedo si costituì nel 568 circa, baluardo di difesa a nord contro l'insediamento romano di Arx Jani (Arzignano).
Nell'Ottocento Zermeghedo passò sotto la dominazione dei Franchi succeduti ai Longobardi. Dopo il Mille si svilupparono nella zona i Comuni di cui poche sono le tracce rimaste, finché nel 1250 Zermeghedo fu interessato dall'attacco di Ezzelino da Romano che in quell'epoca distrusse la vicina Montorso.
Questo provocò una grande scossa, tanto che i conti Maltraversi nel 1265 vendettero i comuni di Montebello e Zermeghedo alla libera città di Vicenza.
Il 23 aprile 1335 nacque il libero comune di Zermeghedo. In questa data, dopo la Messa, sotto il portego della casa di Uguccione fu Olderico si riunirono i 34 capofamiglia convocati ad sonum tabulae e alla presenza dei dovuti notai provenienti da Montorso, Grancona e Brendola solennemente stesero gli Statuti del Comune, suddivisi in 67 articoli, tuttora visibili, in ottimo stato di conservazione, presso la Biblioteca civica Bertoliana di Vicenza.
Zermeghedo rimase sempre un paese a popolazione ridottissima, per cui ogni volta che si presentò un governo centralista il paese perse la propria autonomia: ciò avvenne sia in epoca napoleonica che in epoca fascista. Dal 1947, anno della riconquistata autonomia, ricordiamo i Sindaci: Candido Biasi, Giovanni Maria Dal Maso, Floriano Mengotto, Giovanni Selmo, dr. Ruggero Castegnaro, Girolamo Selmo, Silvino Biscotto, Antonio Sterluti, prof. Giuseppe Castaman , Gianluigi Cavaliere e l'attuale Luca Albiero.

### Simboli
Lo stemma del Comune di Zermeghedo è stato concesso con decreto del presidente della Repubblica del 10 febbraio 1956.
Il gonfalone è un drappo di azzurro.

## Società

### Evoluzione demografica
Abitanti censiti

## Enogastronomia
Il Gobeto di Zermeghedo De.Co. è un biscotto croccante prodotto di pasticceria tradizionale del territorio di Zermeghedo ed è identificato dal logo De.Co. che viene apposto su ciascuna confezione. Presenta una forma semicircolare arrotondata, di colore nocciola tostata, di un profumo dolce marsalato, di un sapore delicato con retrogusto di vino Recioto. La ricetta tradizionale secondo il disciplinari prevede: farine diverse di grano tenero "00", zucchero, vino Recioto, olio d'oliva, nocciole, zucchero di canna, lievito. Ogni anno nel primo fine settimana di inizio giugno presso la piazza del paese viene organizzata la Festa del Gobeto in onore del biscotto.

## Amministrazione

### Altre informazioni amministrative
La circoscrizione territoriale ha subito le seguenti modifiche: nel 1929 il comune viene soppresso e i suoi territori aggregati al comune Montebello Vicentino; nel 1947 il comune viene ricostituito (Censimento 1936: pop. res. 787).